# Манастирски комплекс Давид Гареџа
Давид Гареџа (груз. დავითგარეჯის სამონასტრო კომპლექსი) је грузијски православни манастирски комплекс усечен у стену, који се налази у региону Кахетија у источној Грузији, на полупустињским падинама планине Гареџа, око 60–70 км југоисточно од Тбилисија. Комплекс обухвата стотине ћелија, цркава, капелица, трпезарија и просторија за живот које су уклесане у стене.
Део комплекса налази се у Акстафинском рејону у Азербејџану и постао је предмет граничног спора између Грузије и Азербејџана. У овој области постоје археолошка налазишта која су доказ постојања неких од најстаријих људских насеља у региону.

## Историја
Комплекс је у 6. веку основао монах Давид, један од тринаест сиријских очева који су дошли у Грузију у том периоду. Његови ученици Додо и Луцијан проширили су првобитну лавру и основали су још два манастира познатија као Додова Рка (дословно, "Додов рог") и Натлисмтцемели ("Јован Крститељ"). Манастир је доживео нови развој у 9. веку под вођством грузијског светитеља Илариона. Манастир је посебно патронизован од стране грузијских краљевских и племићких породица. У 12. веку грузијски краљ Димитрије I Грузијски, аутор познате грузијске химне Шен хар венахи, је изабрао Давид Гареџу као место свог заточеништва након абдикције с престола.
Упркос окрутном окружењу, манастир је био важан центар верске и културне активности вековима; у одређеним периодима манастири су поседовали обимна пољопривредна земљишта и многа села. Ренесанса у сликању фрески се хронолошки поклапа са општим развојем живота у манастирском комплексу Давид Гареџа. Велика уметничка важност фрески Давида Гареџе учинила их је неизоставним делом светске културне баштине. Од краја 11. до почетка 13. века, економски и културни развој Давида Гареџе достигао је врхунац, одражавајући општи просперитет средњевековне краљевине Грузије. Изграђени су нови манастири Удабно, Бертубани и Чичхитури, а стари су проширени и преуређени.
У периоду напада Монгола (1265), манастир је претрпео значајне пљачке и оштећења, али су га касније обновили грузијски краљеви. Преживео је напад Сафавида 1615. године, када су монаси масакрирани и уништени су јединствени рукописи и важна дела грузијске уметности, манастир је поново оживео под Онопра Мачутадзе, који је именован за главног игумана 1690. године.
Након насилног бољшевичког окупирања Грузије 1921. године, манастир је затворен и остао је ненасељен. У годинама Совјетског рата у Авганистану, манастирска територија је коришћена за обуку совјетске војске која је нанела велику штету јединственим муралима у манастиру. Група студената, под вођством младог писца Давида Турашвилија, организовала је бројне протесте 1987. године. Иако су званичници министарства одбране Совјетског Савеза коначно пристали да преместе војску из манастира, војне вежбе су настављене у октобру 1988. године, што је довело до општег јавног нереда. Преко 10.000 демонстраната је изашло на улице Тбилисија а група студената је покренула штрајк глађу у манастиру, након чега је војска напокон повучена са манастирске територије.
После обновљене независности Грузије 1991. године, живот у манастирском комплексу Давид Гареџа је оживео. Међутим, 1996. године, грузијско министарство одбране наставило је војне вежбе на том подручју, што је довело до обновљених јавних протеста. У мају 1997. године, стотине грузијских невладиних активиста поставиле су своје шаторе усред логора војске и блокирале су војне маневре. Војни званичници су се коначно повиновали јавном притиску и војне вежбе су обустављене.
Манастир је и даље активан и представља популарну дестинацију за туристе и ходочаснике.

## Гранични спор између Грузије и Азербејџана
Због тога што се комплекс делимично налази на територији Азербејџана, постао је предмет граничног спора између Грузије и Азербејџана, са текућим преговорима од 1991. године. Грузијски монаси у манастиру кажу да "они виде спор као резултат настојања совјетске владе да угрози односе између хришћанских Грузијаца и муслиманских Азербејџана." Гиорги Манџгаладзе, заменик министра спољних послова Грузије предложио је да ће Грузија бити спремна за размену друге територије за остатак Давида Гареџе због његовог историјског и културног значаја за Грузију. Баку не одустаје од ове територије због стратешке војне важности Давида Гареџе. "Не постоји могућност за територијалну размену. Нема преговора о овом питању," изјавио је азербејџански министар одбране Калаф Калафов.
У априлу 2007. године, Калафов је на конференцији за новинаре рекао да "не долази у обзир" да се Азербејџан "одрекне својих потраживања у граничним областима" укључујући Давид Гареџу. Затим је дао контроверзну изјаву да је манастир "био дом кавкашких Албанаца, за које се верује да су били најранији становници Азербејџана ." Ово је изазвало одговор грузијског министра иностраних послова Геле Бежуашвилија. "Апсолутно ми није јасно зашто је мој колега поднео ове примедбе," изјавио је репортерима у Тбилисију. ""Његове лекције из историје су апсолутно неразумљиве и требало би да прочита светску историју."
Албанска теорија је подржана од стране неких азербајџански историчари који се снажно супротстављају препуштању било ког дела своје територије Грузији. "Манастир је био у Грузији само у 12. веку," изјавио је Исмаил Умудлу, азербејџански новинар и историчар. " И пре и после тог периода, подручје је било део државе чији је Азербејџан наследник." Грузијски историчар уметности Димитри Туманишвили одбацио је ову тврдњу и изјавио да је комплекс "изграђен радом грузијских мајстора." "Постоје делови грузијских натписа из 6. века," рекао је он "Не постоје трагови друге културе тамо. После овог, мислим да вам није потребан додатни доказ." " Идеја да су овај манастир основали кавкашки Албанци је једноставно апсурдна," рекао је Заза Датунашвили, монах из манастирског комплекса Давид Гареџа. " Можете рећи и да су грузијци изградили Кинески зид."
Тадашњи грузијски председник Михаил Сакашвили прекинуо је расправу изјавивши "да се то може решити пријатељским дијалогом." Међутим, Гига Букија, члан грузијске опозиције изјавио је да "Грузијци никад неће, ни под каквим околностима, одустати од ове територије" и оптужио је владу да прави уступке Азербејџану због финансијске подршке. " Азербејџан нема апсолутно никакво историјско право на ову земљу ", рекао је он. " И какве су то приче о томе да је то стратешка локација? Да ли планирају рат у Грузији?"
Азербејџански званичници су потврдили да је Азербејџан "отворен за спровођење заједничких пројеката са Грузијом за обнову комплекса." Међутим, званичне сугестије да би комплекс могао бити "заједничка туристичка зона" изазвали су огорчење грузијске јавности. Патријарх Илија II изјавио је " манастир је био свето светилиште које би требало да лежи у потпуности на грузијском тлу." Одржан је низ нових преговора о разграничавању између власти Азербејџана и Грузије.

## Галерија
- Давид Гареџа манастир и 21 пећина
- Грузијски Асомтаврули натпис на улазу у Давидовој лаври.
- Пећине у Гареџи
- Трпезарија